# Schwarzer Tanger
Das Naturschutzgebiet Schwarzer Tanger liegt auf dem Gebiet der Gemeinde Mescherin im Landkreis Uckermark in Brandenburg.
Das Gebiet mit der Kenn-Nummer 1488 wurde mit Verordnung 1. Februar 1997 unter Naturschutz gestellt. Das rund 153 ha große Naturschutzgebiet erstreckt sich nordwestlich von Radekow, einem Ortsteil der Gemeinde Mescherin. Nördlich verläuft die A 11 und südlich die B 113. Am nördlichen und westlichen Rand des Gebietes verläuft die Landesgrenze zu Mecklenburg-Vorpommern, am östlichen Rand fließt der Landgraben.